# 尤尼安希爾 (阿拉巴馬州)
尤尼安希爾（英語：Union Hill）是一個位於美國阿拉巴馬州摩根縣的非建制地區。該地的面積和人口皆未知。

## 地理
尤尼安希爾的座標為34°28′25″N 86°37′19″W / 34.47361°N 86.62194°W，而該地的平均海拔高度為387米（即1270英尺）。